# Ida Krzyzanowski-Doxat

Ida Krzyzanowski-Doxat

Ida Krzyzanowski-Doxat, häufig falschgeschrieben Ida Krzyzanowski-Dorat, geborene Ida Doxat (24. Jänner 1867 in Senozec, Krain – 8. März 1947 in Graz) war eine österreichische Opernsängerin (Sopran).

## Leben
Ida Doxat, die Tochter eines k.k. österreichischen Bezirkskommissärs, wurde von Marie Wilt entdeckt. Sie nahm Gesangsunterricht bei Louise Dustmann und begann ihre Bühnenlaufbahn 1889 in Halle, wo sie als „Elisabeth“ im Tannhäuser debütierte, wirkte 1890 am Stadttheater am Brausenwerth in Elberfeld, von 1891 bis 1895 am Stadttheater in Leipzig, vom September 1896 bis Frühjahr 1898 am Stadttheater in Hamburg und anschließend am Hoftheater in Weimar bis 1904.
Sie galt als ganz vortreffliche Wagnersängerin. So wurde sie eingeladen, bei den Mustervorstellungen in München die „Isolde“ und „Senta“ zu singen, beteiligte sich am Wagner-Zyklus in Dresden, wo sie die „Brünnhilde“ verkörperte, erschien im November 1894 dreimal als Gast am Hofoperntheater in Wien, sowie alljährlich bei den großen Wagnerkonzerten in London.
Die Kritik bezeichnete sie als eine hervorragende Darstellerin auf dem Gebiet hoch-dramatischer Erscheinungen, von besonderer Wahrheit und Tiefe der Empfindung, von glühender Leidenschaft und dabei großer Selbstbeherrschung. Ihre ausdauernden und wohlgebildeten stimmlichen Mittel wurden rühmend hervorgehoben.
Zu ihren Glanzrollen zählten nebst Wagnerrollen auch Meyerbeers „Valentine“, wie Fidelio, „Donna Anna“ etc.
Die Künstlerin, die infolge ihrer Verdienste zur herzoglichen Kammersängerin ernannt wurde, war verheiratet mit dem Weimarer Hofkapellmeister Rudolf Krzyzanowski.
Seit 1911 lebte sie in Graz, sie starb hochbetagt am 8. März 1947 im Pflegeheim Lamberg, wo sie ihre letzten Lebensjahre verbracht hatte.